# UFC 176
UFC 176: Aldo vs. Mendes II è stato un evento di arti marziali miste della Ultimate Fighting Championship che si sarebbe dovuto tenere il 2 agosto 2014 allo Staples Center in Los Angeles, California.

## Retroscena
L'evento prevedeva l'incontro per il titolo dei pesi piumi tra il campione José Aldo e lo sfidante Chad Mendes. Il loro primo incontro svoltosi a UFC 142 era finito in Ko al primo round in favore di Aldo. però il 2 luglio, Aldo ha dovuto rinunciare all'incontro a causa di un infortunio patito in allenamento.
A conseguenza dell'iunfortunio di Aldo, l'evento è stato cancellato l'8 luglio, quando la UFC ha annunciato che non potevano sostituire l'incontro principale meno di un mese prima dell'evento, la decisione è stato di posticipare l'evento. Gli incontri programmati per questo evento sono stati spostati in altri eventi in futuro. Aldo and Mendes si affronteranno a UFC 179.
Questa è la seconda volta, dopo UFC 151 dell'Agosto 2012, che la federazione è costretta a cancellare un evento a causa della mancanza di un incontro di alto profilo a cui assegnare il main event.